# Miejska Biblioteka Publiczna im. Zofii Urbanowskiej w Koninie
Miejska Biblioteka Publiczna im.Zofii Urbanowskiej w Koninie – samorządowa instytucja kultury Konina, miasta na prawach powiatu. Działa na podstawie statutu nadanego przez Radę Miasta Konina. Biblioteka od 24 lutego 2021 r. nosi imię Zofii Urbanowskiej. Do zadań biblioteki należy: gromadzenie, opracowywanie, udostępnianie, przechowywanie i ochrona materiałów bibliotecznych; prowadzenie działalności bibliograficznej, dokumentacyjnej, edukacyjnej i wydawniczej. Biblioteka pełni zadania powiatowej biblioteki publicznej dla Powiatu Konińskiego (Statut Miejskiej Biblioteki Publicznej w Koninie, Rozdz. II, § 4, pkt 3), na mocy co roku podpisywanego porozumienia pomiędzy Powiatem Konińskim a Miastem Konin.

## Historia
1 stycznia 1947 roku na mocy dekretu O bibliotekach i opiece nad zbiorami bibliotecznym powstała Powiatowa Biblioteka Publiczna, która przejęła zbiory liczące 3398 woluminów należące do Biblioteki Ludowej (1945). Organizatorem i pierwszym kierownikiem Powiatowej Biblioteki Publicznej był Ryszard Michalski (1905–1985) nauczyciel, bibliofil, regionalista i publicysta. Biblioteka mieściła się początkowo przy ulicy Urbanowskiej, a od 1948 roku przy ulicy Ogrodowej 9. W 1951 roku bibliotekę ulokowano na parterze budynku przy ulicy Słupeckiej 2. Biblioteka prowadziła dla mieszkańców Konina wypożyczalnię z czytelnią oraz oddział dla dzieci. Na wniosek kierownika Powiatowej Biblioteki Publicznej z dnia 17 kwietnia 1947 roku w Koninie i decyzją Prezydium Miejskiej Rady Narodowej z dnia 21 grudnia 1948 roku utworzona została Miejska Biblioteka Publiczna, której kierowniczką została Feliksa Kwiatkowska. Biblioteka zajmowała lokal przy ul. 11 Listopada (Wiosny Ludów) pod numerem 3. W 1961 roku księgozbiór biblioteki liczył 9600 woluminów.
W 1954 roku decyzją Prezydium WRN w Poznaniu powołano jedną wspólną Powiatową i Miejską Bibliotekę Publiczną w lokalu przy Słupeckiej, a jej kierownikiem został Zygmunt Bielaj. W okresie funkcjonowania PiMBP od 1954–1975 nastąpił dynamiczny wzrost księgozbioru biblioteki. W 1954 księgozbiór liczył 38 529 woluminów, a pod koniec 1974 roku 107 776 woluminów. Wraz z rozwojem przemysłowym miasta rosła sieć fili (z 3 do 11 filii w 1975 roku). Nastąpił wzrost liczby czytelników, wypożyczeń, usług informacyjnych i oferty oświatowej. Po odwołaniu Zygmunta Bielaja kolejno funkcje kierowników pełnili: Anna Przybysławska, Zygmunt Lipiński, Marianna Kołodziejczak (Jóźwiak) i Roman Sobczak, który przeniósł w 1973 roku bibliotekę do wybudowanego w końcu XIX wieku żydowskiego domu modlitwy zwanego bet midrasz przy ulicy Mickiewicza 2. Dzięki przebudowie wnętrza budynku uzyskano dużą przestrzeń na potrzeby biblioteki. W budynku funkcjonowała Wypożyczalnia dla Dzieci i Młodzieży, Czytelnia Prasy, Wypożyczalnia Muzyczna, sala wystaw. W tym obiekcie funkcjonowała utworzona 1 sierpnia 1975 roku decyzją wojewody Henryka Kaźmierczaka Wojewódzka Biblioteka Publiczna. Dyrektorem biblioteki był Roman Sobczak, a po nim Lech Hejman. Po zmianach administracyjnych od stycznia 1999 roku biblioteka otrzymała nazwę Miejska Biblioteka Publiczna i pod dotychczasowym adresem funkcjonowała do końca 2004 roku.
Od 6 stycznia 2005 roku Miejska Biblioteka Publiczna w Koninie funkcjonuje w nowej siedzibie, w budynku po Narodowym Banku Polskim przy ul. Dworcowej 13. Dyrektorem biblioteki w latach 2005–2019 był Henryk Janasek. Od 1 lipca 2019 roku funkcję dyrektora pełni Damian Kruczkowski.

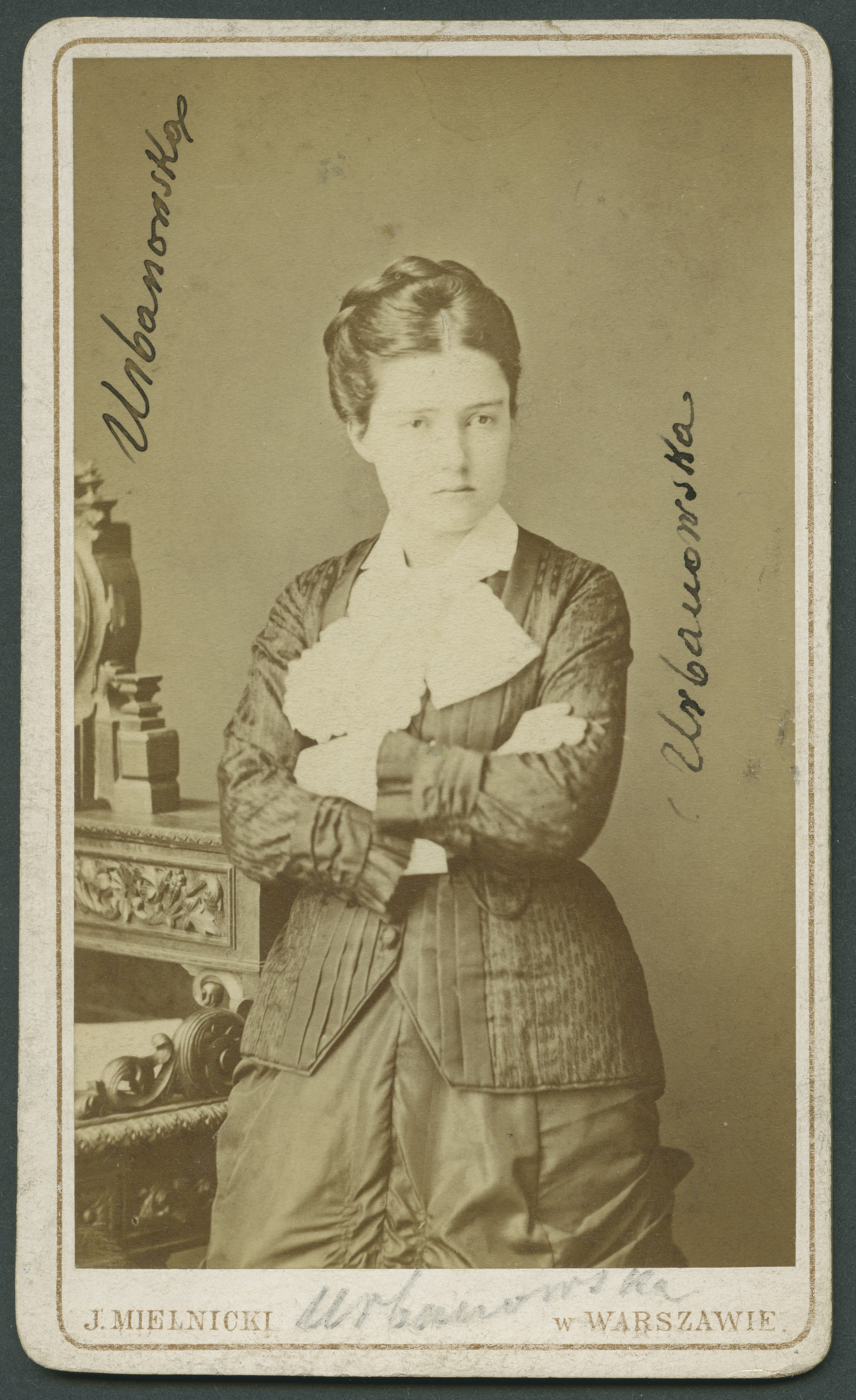
Portret Zofii Urbanowskiej patronki MBP w Koninie, 1882 rok

Miejskiej Bibliotece Publicznej w Koninie nadano imię Zofii Urbanowskiej na podstawie uchwały nr 507 Rady Miasta Konina z dnia 24 lutego 2021 roku.

## Kierownicy i dyrektorzy
- Powiatowa Biblioteka Publiczna – Ryszard Michalski (1947–1954)
- Miejska Biblioteka Publiczna – Feliksa Kwiatkowska (1949–1954)
- Powiatowa i Miejska Biblioteka Publiczna – Zygmunt Bielaj (1954–1962); Anna Przybysławska (1962–1964); Zygmunt Lipiński (1964–1966); Marianna Jóźwiak (1966–1968); Roman Sobczak (1968–1975)
- Wojewódzka Biblioteka Publiczna – Roman Sobczak (1975–1990); Lech Hejman (1991–1999)
- Miejska Biblioteka Publiczna – Lech Hejman (1999–2004); Henryk Janasek (2005–2019); Damian Kruczkowski (1 lipca 2019–2021)
- Miejska Biblioteka Publiczna im. Zofii Urbanowskiej – Damian Kruczkowski[11] (19 lutego 2021)[6].

## Struktura

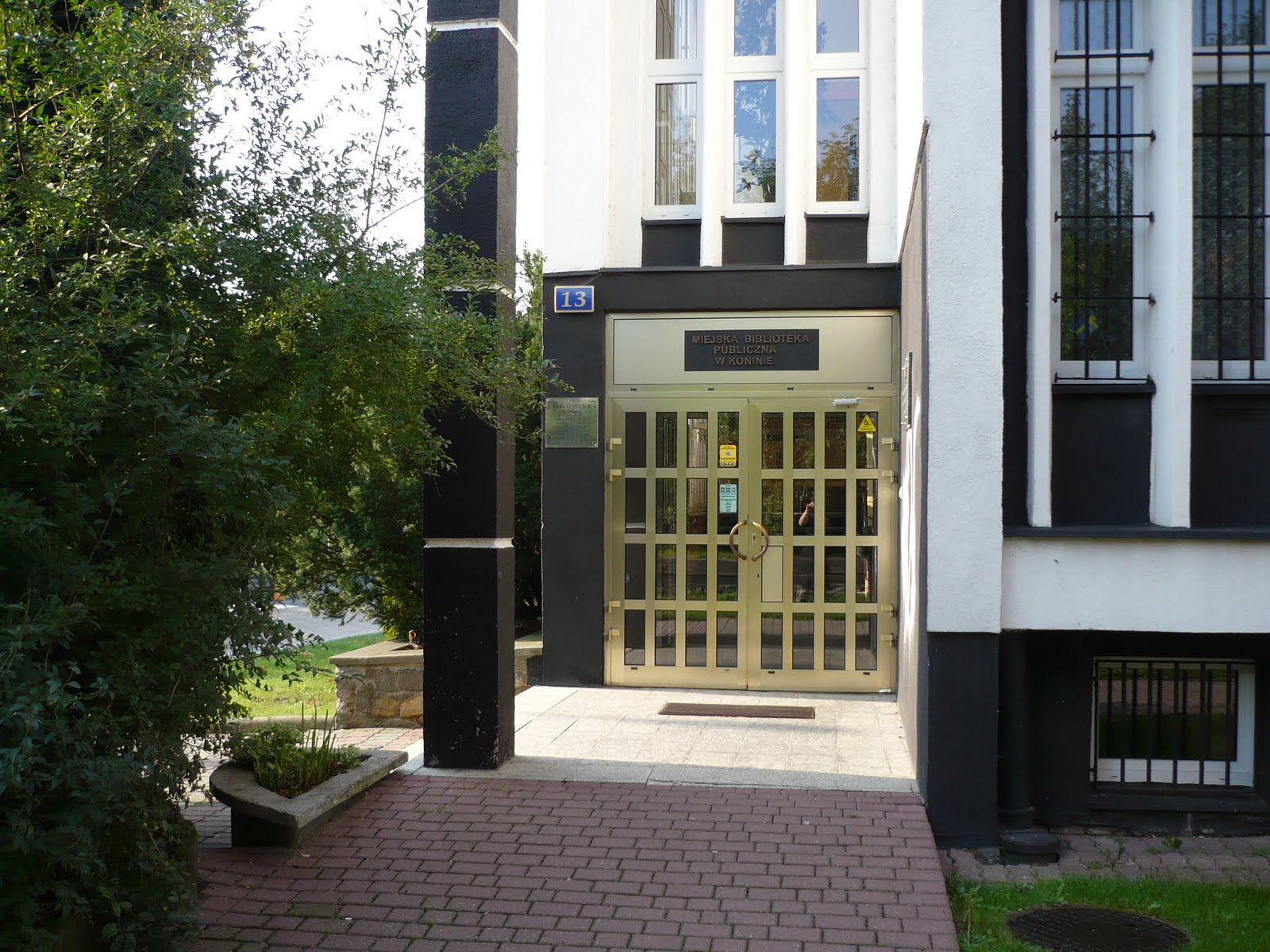
Wejście do Wypożyczalni Głównej i Czytelń w siedzibie głównej Miejskiej Biblioteki Publicznej im. Zofii Urbanowskiej w Koninie

Siedziba główna biblioteki, ul. Dworcowa 13
- Wypożyczalnia Główna przystosowana jest dla osób niepełnosprawnych. Biblioteka gromadzi literaturę piękną i popularnonaukową dla dorosłych oraz młodzieży, lektury szkolne dla uczniów szkół podstawowych i ponadpodstawowych, książki na temat regionu, kolekcję literatury w językach obcych, książki z serii „Duża Litera” (w 2021 roku liczba książek z dużą czcionką to 1533 woluminy). Książki można zamawiać online, poprzez katalog biblioteki[12]. Wypożyczalnia prowadzi sprzedaż książek regionalnych Wydawnictwo Setidawa Miejskiej Biblioteki Publicznej w Koninie Instytucji kultury Miasta Konina. W placówce funkcjonuje przestrzeń dla małych dzieci[13].

- Wypożyczalnia Zbiorów Audiowizualnych Udostępnia: audiobooki (książka mówiona), filmy, płyty gramofonowe, darmowy dostęp do ebooków na platformie Legimi[14] i IBUK Libra[15], książki mówione dla niewidomych i niedowidzących z platformy Stowarzyszenia Larix[16][17].

- Dział Informacyjno-Bibliograficzny z Czytelniami MBP: Czytelnia Ogólna i Prasy – udostępnia na miejscu zbiory: książki wydane do 1945 r., grafiki, mapy, mikrofilmy, czasopisma oprawne i bieżące, CD-ROM-y, dokumenty życia społecznego, księgozbiór podręczy (książki wydane po 1945 r.), księgozbiór regionalny dotyczący byłego województwa konińskiego, bibliografie, encyklopedie, leksykony, słowniki, monografie, podręczniki akademickie, atlasy, mapy. Dział oferuje wypożyczenia międzybiblioteczne, stanowisko komputerowe do korzystania ze zbiorów elektronicznych oraz służące do pracy naukowej.
- Czytelnia Internetowa – umożliwia korzystanie z katalogu prasy i prasy oprawnej, kartoteki regionalnej i kartoteki regionalnej wycinków prasowych byłego województwa konińskiego, kartoteki zawartości Poradnika Bibliotecznego, kartoteki repertuarowej, kartoteki Dzienniki Życia Społecznego, kartoteki osobowej, kartoteki zagadnieniowej (nagród i odznaczeń), kartoteki literackiej, kartoteki Spisy bibliograficzne (do 1991 r.)[18]
- Centrum Edukacji Cyfrowej im. Jana Zemełki – prowadzi działalność edukacyjną oraz promującą dziedzictwo kulturowe Konina i powiatu konińskiego. Centrum powstało w 2017 roku w ramach projektu Konińskiego Budżetu Obywatelskiego[19].

Filie biblioteczne
- Filia „Chorzeń”, Konin, ul. Fikusowa 8, dzielnica Chorzeń
- Filia dla Dzieci i Młodzieży, Konin, ul. Dworcowa 13, dzielnica Czarków (Konin)
- Filia „Gosławice”, Konin, ul. Gosławicka 46/10, dzielnica Gosławice (Konin)
- Filia „Łężyn”, Konin, ul. Łężyńska 9, dzielnica Łężyn
- Filia „Medyczna”, ul. Szpitalna 45, dzielnica Przydziałki (Konin)
- Filia „Siódemka”, ul. Sosnowa 16, dzielnica Osiedle V (Konin)
- Filia „Starówka”, ul. Zofii Urbanowskiej 1, tzw. stary Konin

## Działalność edukacyjna i kulturalna

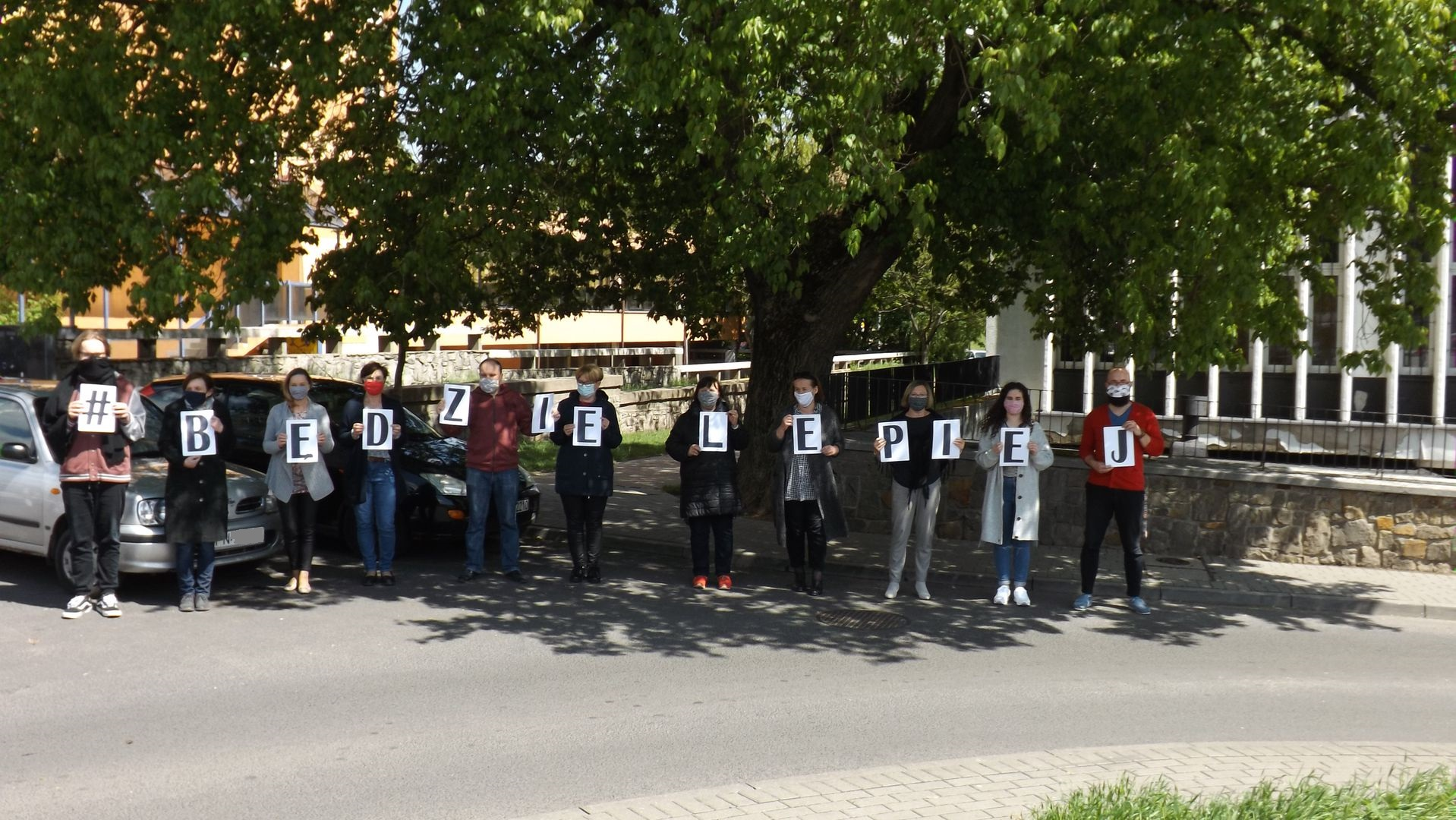
1. Będzie lepiej. Hasło promujące działalność MBP w Koninie podczas pandemii pod Klonem Literat

Stałe wydarzenia: Ferie w Bibliotece, Ogólnopolski Konkurs Poetycki Milowy Słup, Liryczne Spotkania z Norwidem,
Powiatowy Konkurs Poetycki na wiersz o tematyce przyrodniczo-ekologicznej Zielone rymy, Tydzień Bibliotek, Wakacje w Bibliotece, Narodowe czytanie.
Popularne akcje, konkursy: Zapiski z czasu dobrowolnej izolacji – ogólnopolski konkurs literacki, Bibliotekarze jak dzieła sztuki – akcja tworzenia żywych obrazów polegającej na odtwarzaniu/rekonstruowaniu dzieł sztuki, Storytime! Czas opowieści – zabawy z językiem angielski dla dzieci do lat 5.

## Digitalizacja

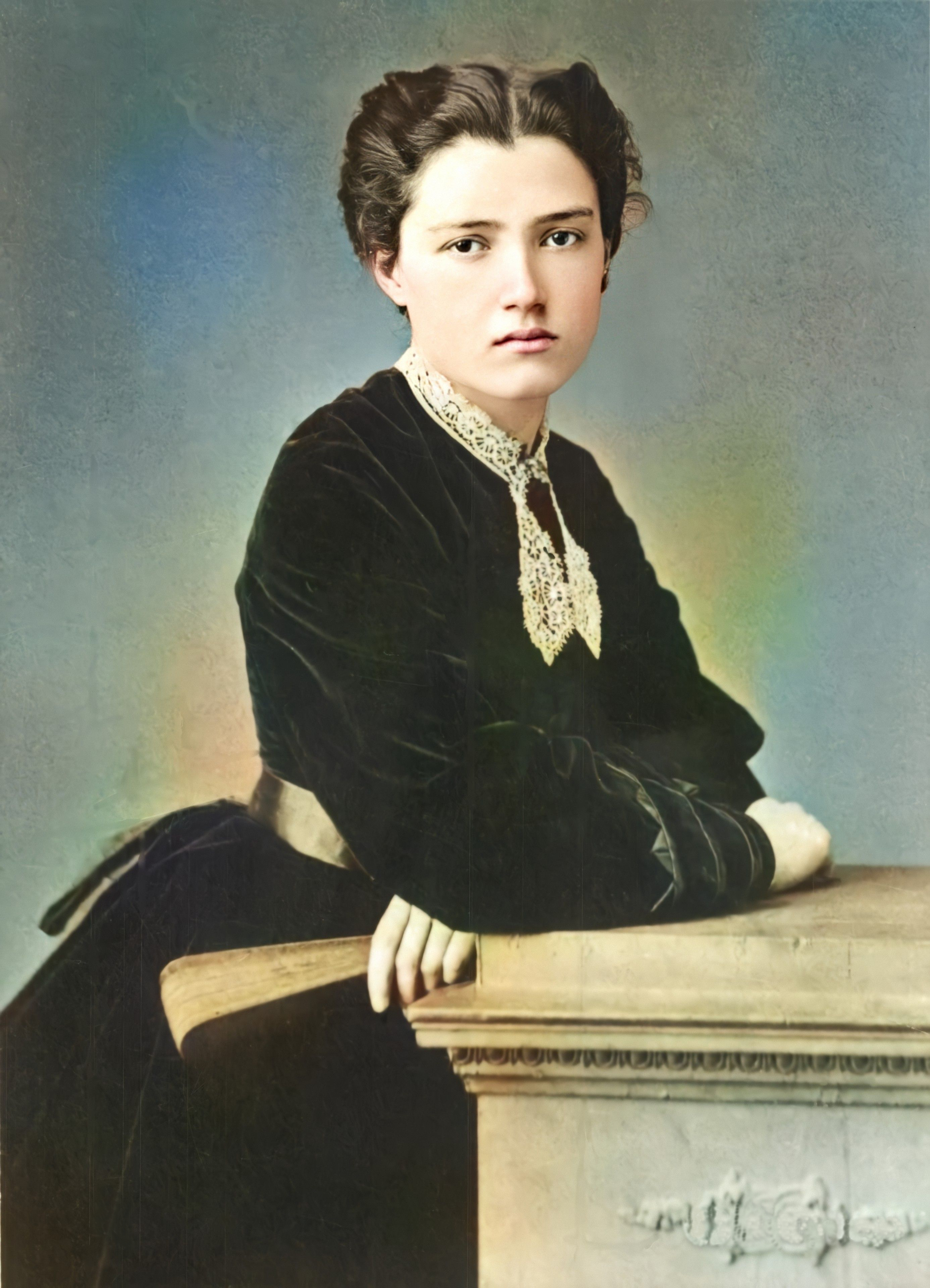
Zofia Urbanowska z wachlarzem, ok. 1869 r.; koloryzacja MBP w Koninie na podstawie fotografii oryginalnej z Foto Sypniewski w Koninie wykonanej w Zakładzie Artystyczno-Litograficznym i Fotograficznym Maksymiliana Fajansa w Warszawie

### Wielkopolska Biblioteka Cyfrowa

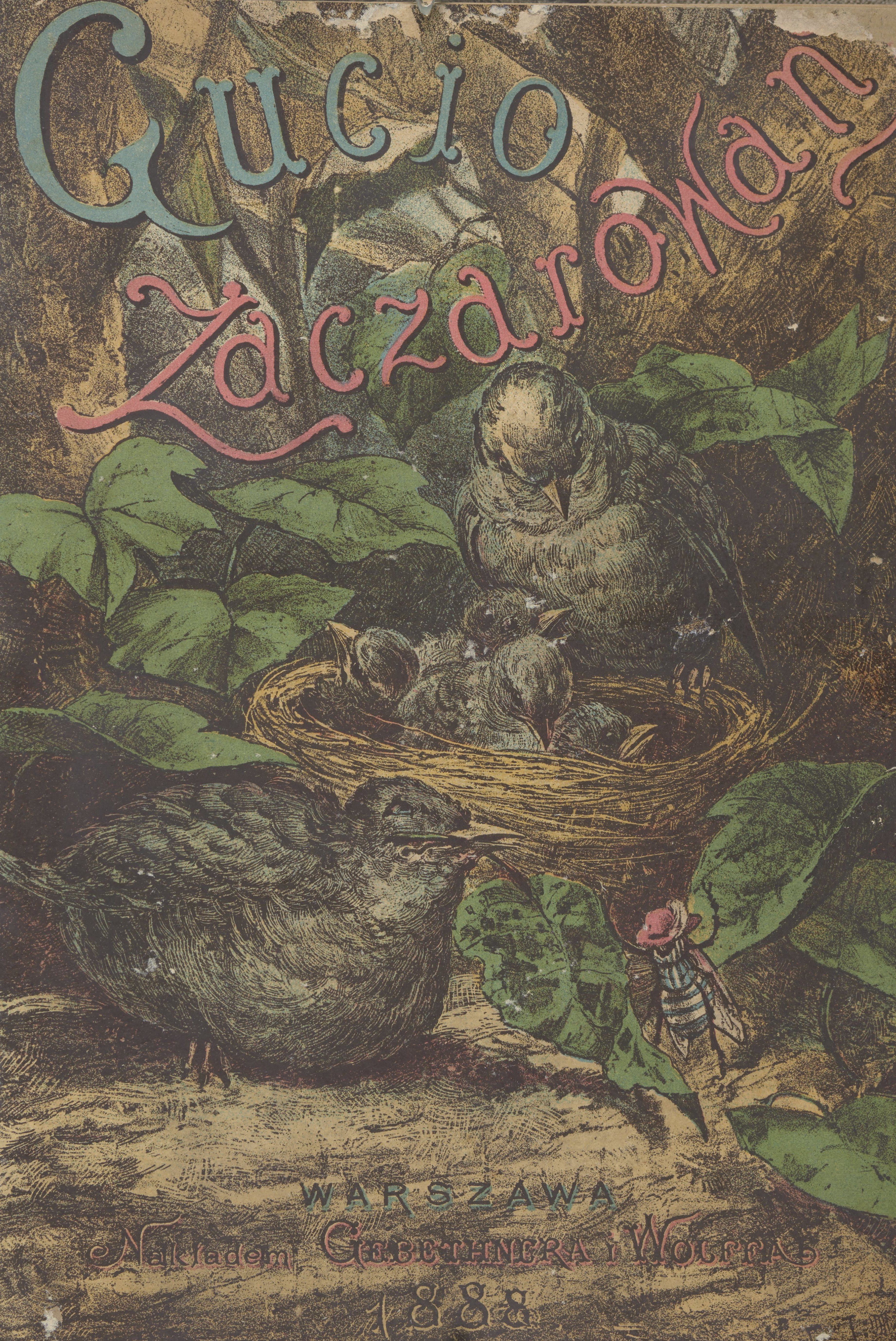
Gucio zaczarowany, Zofia Urbanowska, 1897 rok

W ramach współpracy z Wielkopolską Biblioteką Cyfrową zdigitalizowano 7 książek (stan na 31.12.2020 r.) autorstwa Zofii Urbanowskiej:

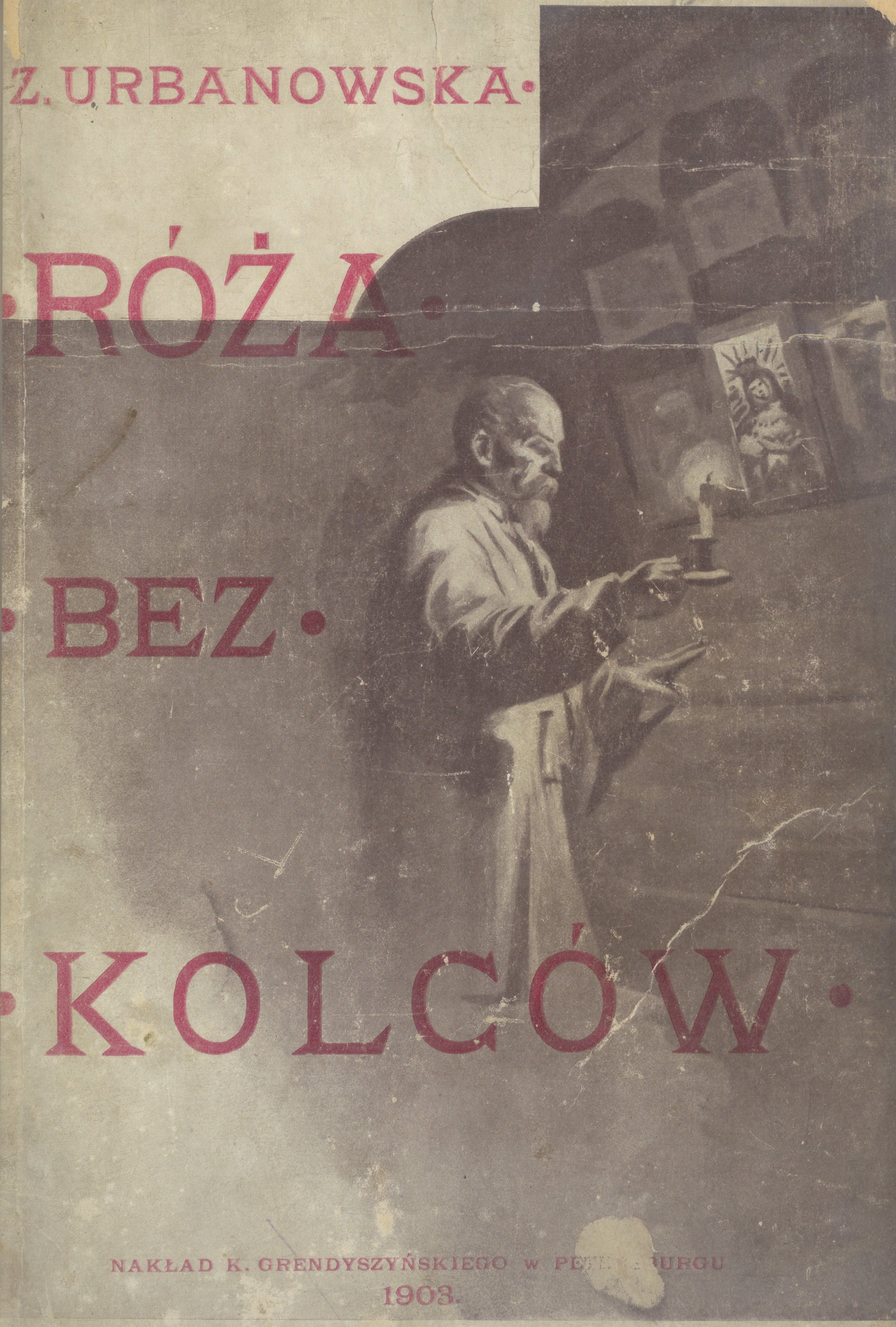
Róża bez kolców, Z.Urbanowska, 1903 rok

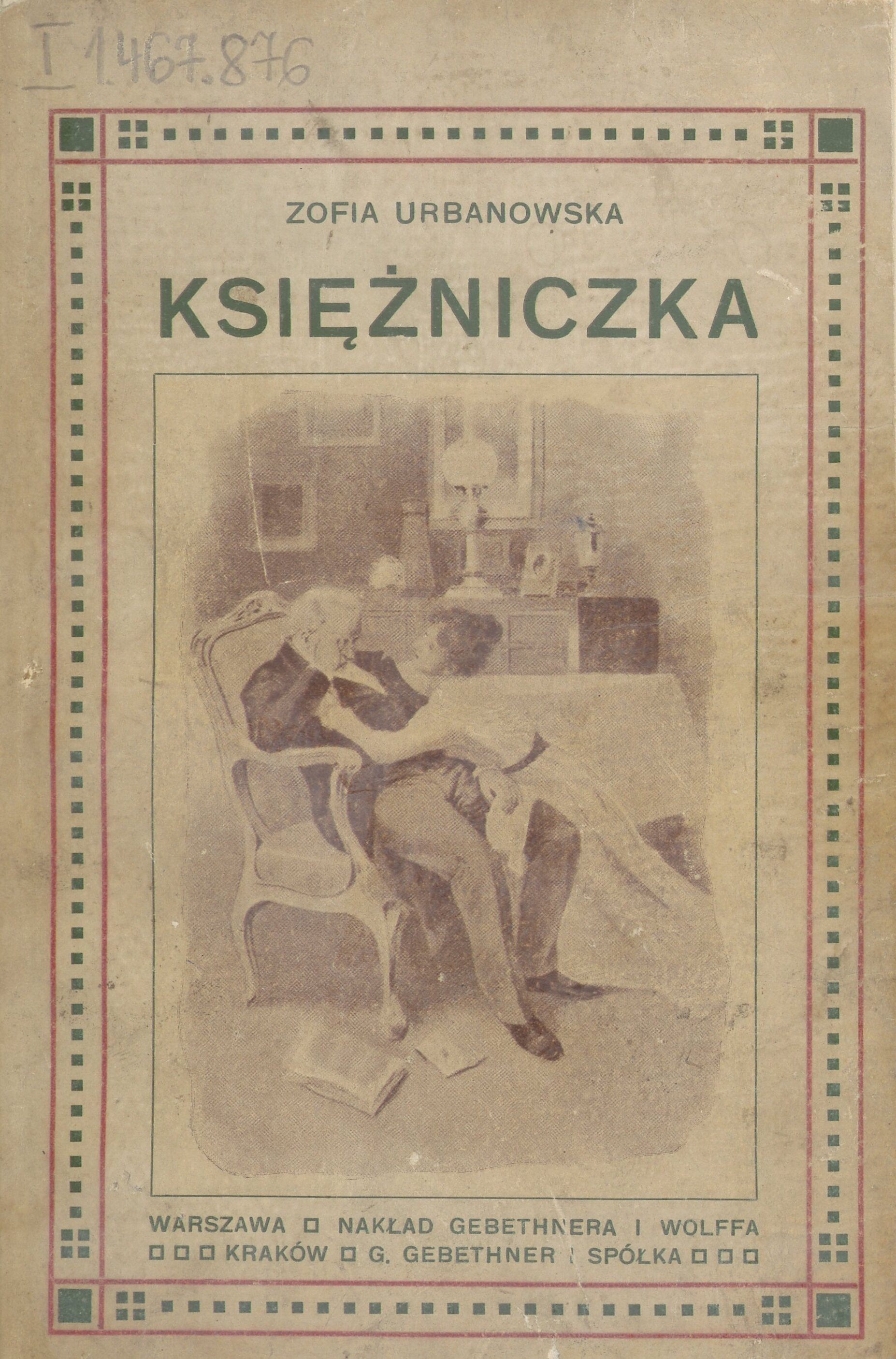
Księżniczka, Z.Urbanowska, 1911 rok

1. Róża bez kolców: opowiadanie z niedawnej przeszłości: osnute na tle przyrody tatrzańskiej: z licznemi rycinami w tekście, T.1,
2. Róża bez kolców: opowiadanie z niedawnej przeszłości: osnute na tle przyrody tatrzańskiej: z licznemi rycinami w tekście, T.2,
3. Gucio zaczarowany: powieść dla młodszych dzieci przez Zofię Urbanowską z dziesięcioma rycinami kolorowanemi,
4. Wszechmocni: kartka z kroniki miasta powiatowego: wycięta przez aut. „Księżniczki”, T.1
5. Wszechmocni: kartka z kroniki miasta powiatowego: wycięta przez aut. „Księżniczki”, T.2
6. Cudzoziemiec: opowiadanie: przez autorkę „Księżniczki”: z 10 rysunkami,
7. Księżniczka: powieść uwieńczona nagrodą konkursową: z 12-tu rysunkami.

### Konińskie Archiwum Społeczne
Konińskie Archiwum Społeczne (KAS), utworzone zostało przez Miejska Bibliotekę Publiczną w Koninie na stronie Otwarty System Archiwizacji (OSA) stworzony przez Ośrodek KARTA i działa od 12.11.2020 r. Wszystkie prace związane z przygotowaniem, opracowaniem, a potem publikacją dokumentów w KAS odbywają się w pracowni Centrum Edukacji Elektronicznej im. Jana Zemełki w Miejskiej Bibliotece Publicznej w Koninie. Opracowane dokumenty publikowane są w jednostce archiwalnej PL_2104, czyli Konińskim Archiwum Społecznym. W KAS opublikowano 405 dokumentów archiwalnych [stan na 31.12.2020 r.]

## Wydawnictwo Setidava
Przy Miejskiej Bibliotece Publicznej im. Zofii Urbanowskiej od 2005 roku działa Wydawnictwo Setidava. Pełna nazwa wydawnictwa to Wydawnictwo Setidava Miejskiej Biblioteki Publicznej w Koninie Instytucji kultury Miasta Konina.
Książki wydane przez Wydawnictwo Setidava w 2020 roku: Mikołaj Michalski – Ja, prosty poeta, Alicja Wardęcka-Gościńska – Korespondencja Witolda Friemanna, Jacek Bugaj – Gosławice. Historia niezbyt odległa, Czterdzieści edycji Ogólnopolskiego Konkursu Poetyckiego MILOWY SŁUP.
Wcześniej wydane
Andrzej Łaskarz. Dyplomata, duchowny:1362-1426 / aut. Paweł Dembiński i inni, Civitas Konin. Cz. 1. Dzieje miasta i starostwa do schyłku XVIII w. / red. Jerzy Łojko, Historia pewnego rejsu. Z pokładu Powstańca Wielkopolskiego A.D. 1992 / Leonard Paczesny, Konin jak Colorado. Zapomniana podróż Ryszarda Kapuścińskiego / Izabela Bobrowska: [fotografie Ryszard Kapuściński], Na służbie u Kopciuszka. Biografia i twórczość Zofii Urbanowskiej / Barbara Kosmowska; ze wstępem krytycznoliterackim Joanny Papuzińskiej.

## Nagrody i wyróżnienia
- Certyfikat „Najlepsze w Polsce” w 2017 roku w Konkursie Produktów i Usług o Certyfikat godła „Najlepsze w Polsce” za upowszechnianie czytelnictwa i długoletnią pracę na rzecz popularyzacji wiedzy o regionie[36].

- Wyróżnienie specjalne w kategorii Promotor Ekologii w 2013 roku w XIV edycji Narodowego Konkursu Ekologicznego Przyjaźni Środowisku za kształtowanie postaw proekologicznych jest Powiatowy Konkurs Poetycki na wiersz o tematyce przyrodniczej „Zielone Rymy”[37].
- Templum Libri za popularyzację wiedzy o przeszłości i teraźniejszości regionu konińskiego oraz o życiu i dokonaniach jego mieszkańców w publikacjach Wydawnictwa Setidava w 2012 roku w konkursie Wielkopolska Biblioteka Roku[38].
- Medal Bibliotheca Magna Perennisque (Biblioteka Wielka i Wieczna) w 2007 roku za całokształt działalności na rzecz rozwoju bibliotekarstwa polskiego i upowszechniania książki w społeczeństwie polskim[39].

## Podstawa prawna działania biblioteki
Miejska Biblioteka Publiczna im. Zofii Urbanowskiej w Koninie działa na podstawie obowiązującego prawa, a w szczególności:
- Ustawy z dnia 27 czerwca 1997 roku o bibliotekach[40],
- Ustawy z dnia 25 października 1991 roku o organizowaniu i prowadzeniu działalności kulturalnej[41],
- Statutu Miejskiej Biblioteki Publicznej w Koninie[3], [zmiana statutu od 19 lutego 2021 r.],
- Regulaminu Organizacyjnego Miejskiej Biblioteki Publicznej w Koninie[42],
- Regulaminu korzystania ze zbiorów Miejskiej Biblioteki Publicznej w Koninie[43].

Nadzór merytoryczny nad biblioteką sprawuje Wojewódzka Biblioteka Publiczna i Centrum Animacji Kultury w Poznaniu.

## Przypisy

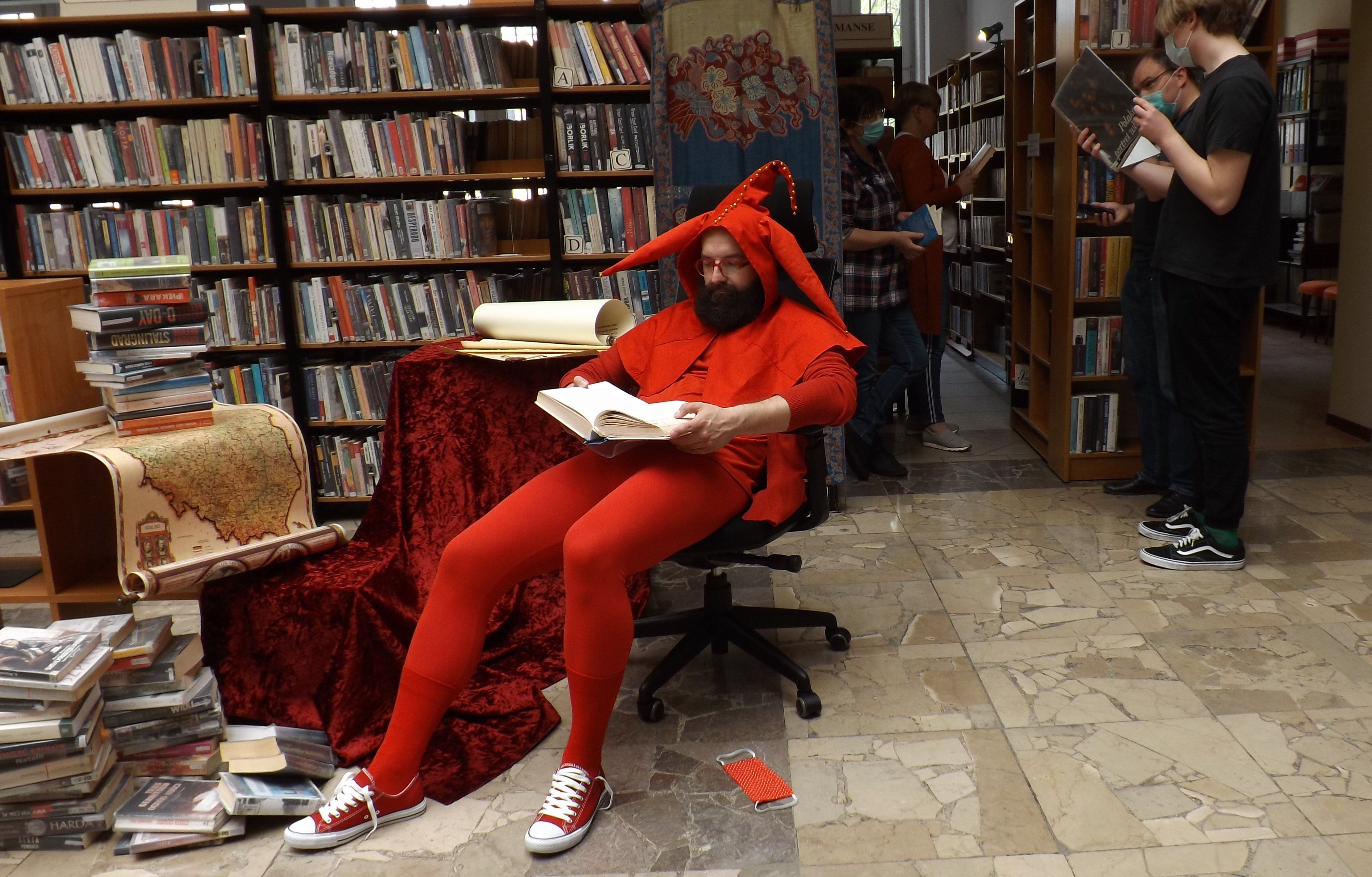
Współczesny Stańczyk, 2020. Zdjęcie wykonane w Miejskiej Bibliotece Publicznej im. Zofii Urbanowskiej w Koninie podczas akcji Bibliotekarze jak dzieła sztuki. W roli Stańczyka dyrektor MBP w Koninie Damian Kruczkowski.